# Don't Look Away
Don't Look Away è il primo album in studio della cantautrice statunitense Kate Voegele, pubblicato nel 2007.

## Tracce
1. Chicago – 3:57
2. I Get It – 3:36
3. Only Fooling Myself – 3:34
4. Top of the World – 4:02
5. One Way or Another – 3:45
6. It's Only Life – 4:08
7. Might Have Been – 3:48
8. Facing Up – 4:11
9. No Good – 4:13
10. Devil In Me – 4:21
11. I Won't Disagree – 3:53
12. Wish You Were – 4:47
13. Kindly Unspoken – 4:06